# 赤木基浩
赤木 基浩（あかぎ もとひろ、1980年6月28日 - ）は、日本の元ラグビー選手。

## プロフィール
- 大阪府出身。
- ポジションはウィング (WTB)。
- 身長:168cm, 体重:71kg
- 関東代表候補に選ばれたことがある[1]

## 略歴
1999年、大工大高校卒業後、大阪体育大学に入る。なお大工大高校時代、第２２回高校東西対抗に出場した。
2003年、大阪体育大学卒業後、セコムラガッツに加入。同年11月15日に行われたジャパンラグビートップリーグ第4節の神戸製鋼コベルコスティーラーズ戦に先発出場で公式戦初出場を果たす。
2005年、現役を引退した。